# Heinrich Johann Nepomuk von Crantz
Heinrich Johann Nepomuk von Crantz (Roodt-sur-Eisch, Luxemburgo; 25 de noviembre de 1722 - Oberzeiring, 18 de enero de 1797) fue un médico, briólogo y botánico, luxemburgués de nacimiento y austríaco de adopción.

## Biografía
Nació en el Gran Ducado de Luxemburgo. Consigue el doctorado de medicina en Viena en 1750. Es uno de los primeros alumnos de Gerard van Swieten (1700-1772). Estudia después Obstetricia con André Levret (1703-1780) y con Nicolas Puzos (1686-1753) en París además de en Londres.
Se casa con Anna Susanne Petrasch, después con Magda Lena de Tremon. Tiene dos hijos y una hija.
En la capital cultural de la Europa del siglo XVIII, Viena, entonces bajo el poder de la emperatriz María Teresa. En el Hospital de Santa María de Viena trabajó como maestro asistente de obstetricia en 1754. De 1756 a 1774, trabaja como profesor de fisiología y medicina en la Universidad de Viena. En Viena residió hasta su muerte.
Allí practicó la botánica y coincidió en el tiempo con el botánico danés Franciscus Mygind, residente y trabajando también en esta ciudad.
En Viena editó su "Materiae Medicae et Chirurgiae" escrito en latín, sobre la nutrición de diferentes animales, los productos que los mantienen sanos y cómo recuperarlos después de diferentes enfermedades. Heinrich Crantz se hizo farmacólogo y publicó un breve y raro tratado sobre las plantas de las que procede la "Sangre de Dragón", que es una resina roja que se usaba en forma de polvo seco como remedio herbal en la medicina tradicional. Esta droga procede de una planta del género Dracaena Vand ex L. perteneciente a la familia Agavaceae y nativa de Europa y de las Islas Canarias. Heinrich Crantz solo tenía conocimiento de estas plantas a través de los Jardines botánicos.
Estudió y describió varias especies de orquídeas que llevan su abreviatura en el nombre específico entre ellos :
- Epipactis helleborine (L.) Crantz 1769
- Epipactis palustris (L.) Crantz 1769
- Orchis amoena Crantz 1769

Otras especies descritas:
- Sorbus aria
- Hypericum maculatum

## Obras

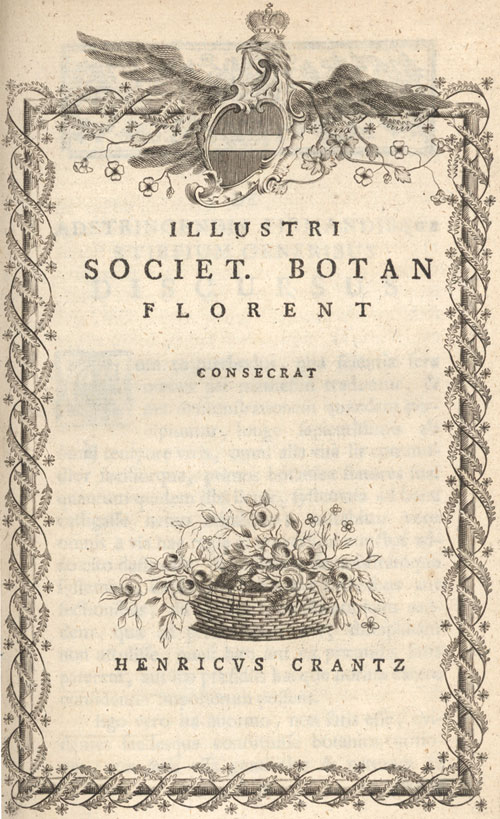
Página de la obra de Crantz: Classis cruciformium..., 1769.

- "Einleitung in eine Warhe und gegründete Hebammenkunst". 1756
- "Commentarius de rupto in partus doloribus a foetu utero". 1756
- "Commentatio de instrumentorum in arte obstetricia historia utilitate et recta ac praepostera applicatione". 1757
- "De systemate irritabilitatis". 1761
- "Materia medica et chirurgica", tres volúmenes, 1762
- "Institutiones Rei Herbariae ", Crantz H.J.N. Viena, 1766
- " Stirpium Austriarum fasciculus III, Umbelliferarum", Crantz H.J.N. Viena, 1767
- "Classis Umbelliferarum Emendata cum Generali Seminum Tabula et Figuris...", Crantz H.J.N. Viena, 1767
- "De Duabus Draconis Arboribus Botanicorum cum Figuris ...", Crantz H.J.N. Viena, 1768
- "Classis Cruciformium Emendata cum Figuris... ", Crantz H.J.N. Viena, 1769
- "De aquis medicatis principatus Transsylvaniae". 1773
- "Die Gesundbrunnen der Österreichischen Monarchie". 1777

## Epónimos
Género
- (Gesneriaceae) Crantzia Scop.[1]

Especies
- (Apiaceae) Heracleum crantzii Thell.[2]
- (Asteraceae) Tragopogon × crantzii Dichtl[3]
- (Brassicaceae) Crucifera crantziana E.H.L.Krause[4]
- (Brassicaceae) Myagrum crantzii Vitman[5]
- (Brassicaceae) Noccaea crantzii F.K.Mey.[6]
- (Fabaceae) Dorycnium crantzii (Vis.) Brand[7]
- (Ranunculaceae) Ranunculus crantzii Hedw.[8]
- (Rosaceae) Potentilla crantzii (Crantz) Fritsch[9]
- (Rosaceae) Rosa crantzii Schult.[10]
- (Rosaceae) Sorbus crantzii Hayek[11]